# Seznam srbskih violinistov
Seznam srbskih violinistov.

## F
- Jovan Frajt (Jan Frait)

## L
- Robert Lakatoš

## M
- Lazar Marjanović
- Vladimir Marković
- Stefan Milenković

## N
- Gordan Nikolić

## P
- Aleksandar Pavlović
- Branko Pajević

## S
- Miloš Simić